# Parque nacional de Cameia
Parque nacional de Cameia (en portugués: Parque Nacional da Cameia) es un parque nacional del país africano de Angola, ubicado en Moxico. Ocupa una superficie de 14.450 kilómetros cuadrados.
El Parque Nacional Cameia se estableció como una reserva de caza el 6 de abril de 1935 y como un parque nacional desde el 11 de diciembre de 1957.
La fauna del parque ha sido casi completamente aniquilada después de la guerra civil de Angola que ha tenido consecuencias devastadoras para el parque, incluyendo la caza incontrolada y la destrucción de la infraestructura. Hay una grave escasez de mano de obra, recursos y apoyo para el parque.
El parque está limitado al este por el río Zambeze, río Luena sur y al oeste por la línea del ferrocarril de Benguela, que atraviesa el norte.
Gran parte del parque se compone de planicies de inundación que forman parte de la cuenca del río Zambezi, con la mitad norte del parque desembocando en el río Chifumage. También hay extensos bosques de miombo, similares a los de la cuenca del Zambeze, en el oeste de Zambia.